# Camponotus baldaccii
Camponotus baldaccii é uma espécie de inseto do gênero Camponotus, pertencente à família Formicidae.